# Òscar Escuder i de la Torre
Òscar Escuder i de la Torre   (Barcelona, 1968) és un metge català i cap de Servei de Cirurgia Maxil·lofacial de l'Hospital Universitari Parc Taulí. Actualment és president de la Plataforma per la Llengua i de la Fundació Vincle.